# Cẩm Khê, Phú Thọ
Cẩm Khê là một xã thuộc tỉnh Phú Thọ, Việt Nam. Đây là một trong 148 đơn vị hành chính cấp xã mới ở tỉnh Phú Thọ sau đợt sắp xếp đơn vị hành chính vào năm 2025.
Ngày 12 tháng 6 năm 2025, Quốc hội ban hành Nghị quyết số 1676/NQ-UBTVQH15 về việc sắp xếp đơn vị hành chính cấp xã của tỉnh Phú Thọ mới (nghị quyết có hiệu lực từ ngày 12 tháng 6 năm 2025). Theo đó, huyện Cẩm Khê giải thể và tách thành 6 xã mới, trong đó có xã Cẩm Khê mới.
Cẩm Khê là một xã miền trung du nằm tại hữu ngạn sông Thao. Với gốc là xã thuần nông, Cẩm Khê có nền kinh tế đa dạng, với làng nghề nón lá Sai Nga nổi tiếng và các khu công nghiệp lớn trong vùng.

## Địa lý
Xã Cẩm Khê nằm ở phía trung tâm tỉnh Phú Thọ, cách phường Việt Trì 35 km về phía tây bắc và cách thành phố Hà Nội 90 km về phía tây bắc. Phường có vị trí địa lý:
- Phía đông bắc qua sông Hồng giáp xã Vĩnh Chân, xã Hoàng Cương, xã Chí Tiên.
- Phía tây giáp xã Tiên Lương, xã Vân Bán.
- Phía nam giáp xã Phú Khê.

Xã Cẩm Khê có diện tích 50,44 km², 47.095 nhân khẩu và mật độ dân số là 933 người/km² (năm 2025).

### Khí hậu - Thủy văn
Cẩm Khê nằm trong vùng khí hậu nhiệt đới gió mùa. Hằng năm, địa phương này thường chịu tác động của khoảng 3 đến 5 cơn bão lớn, kèm theo một số trận lốc xoáy cục bộ. Các hiện tượng này thường mang theo lượng mưa lớn đến rất lớn, dễ gây ngập úng trên diện rộng. Vào mùa đông, Cẩm Khê chịu ảnh hưởng rõ rệt từ gió mùa Đông Bắc, với nhiệt độ có thể giảm xuống gần 10°C, gây tác động không nhỏ đến đời sống và hoạt động sản xuất của người dân.

### Sông ngòi - Hồ đầm
Xã nằm giáp ranh với sông Hồng, đoạn này thường gọi là sông Thao, đây là con sông quan trọng nhất hình thành nên vùng đồng ruộng phù sa cổ và hệ thống bãi bồi ven sông. Ngoài ra, còn có ngòi Me bắt nguồn từ vùng đồi núi phía tây xã Cẩm Khê, nối liền với hồ Đập Thìn (thuộc xã Cấp Dẫn cũ) và hồ Vực Si (thuộc xã Sơn Tình cũ), đều là những hồ nước lớn. Mạng lưới sông, ngòi, hồ và đầm phân bố tương đối đồng đều trên địa bàn xã, tạo điều kiện thuận lợi cho phát triển giao thông đường thủy, tưới tiêu nông nghiệp và nuôi trồng thủy sản. Tuy vậy, do lượng mưa tập trung theo mùa, kết hợp với đặc điểm địa hình hẹp và dốc, nên mực nước tại các sông, ngòi, hồ, đầm của huyện thường biến động thất thường. Vào mùa mưa, lưu lượng nước tại các dòng chảy có thể tăng gấp nhiều lần so với mùa khô, thường gây ra những đợt lũ lụt nghiêm trọng.

## Hành chính
Trụ sở làm việc của Đảng ủy - HĐND - UBND - UBMTTQ xã Cẩm Khê tại 289, đường Hoa Khê, xã Cẩm Khê, tỉnh Phú Thọ (Trụ sở Huyện ủy Cẩm Khê cũ).
Trung tâm phục vụ hành chính công tại 298A, đường Hoa Khê, xã Cẩm Khê, tỉnh Phú Thọ (Trụ sở bộ phận tiếp nhận và trả kết quả huyện Cẩm Khê - Đối diện Công an huyện Cẩm Khê cũ).

## Lịch sử

### Hành chính
Xã Cẩm Khê hiện tại là do 11 xã năm 1975 sáp nhập thành: Đông Phú, một phần xã Phú Khê, Thanh Nga, Sơn Nga, Sai Nga, Đồng Cam, Phương Xá, Phùng Xá, Cấp Dẫn, Xương Thịnh và Sơn Tình.
Ngày 23 tháng 11 năm 1995, thành lập thị trấn Sông Thao (thị trấn huyện lỵ huyện Sông Thao cũ) trên cơ sở giải thể xã Đông Phú và điều chỉnh một phần diện tích, dân số của xã Phú Khê.
Ngày 17 tháng 12 năm 2019, Ủy ban Thường vụ Quốc hội ban hành Nghị quyết 828/NQ-UBTVQH14 về việc sắp xếp các đơn vị hành chính cấp xã thuộc tỉnh Phú Thọ giai đoạn 2019–2021 (nghị quyết có hiệu lực từ ngày 1 tháng 1 năm 2020). Trong đó có:
- Sáp nhập 3 xã Đồng Cam, Phương Xá và Phùng Xá thành xã Minh Tân.
- Sáp nhập 3 xã Thanh Nga, Sơn Nga, Sai Nga và thị trấn Sông Thao thành thị trấn Cẩm Khê.Ngày 14 tháng 11 năm 2024, Ủy ban Thường vụ Quốc hội ban hành Nghị quyết số 1282/NQ-UBTVQH15 về việc sắp xếp các đơn vị hành chính cấp xã thuộc tỉnh Phú Thọ giai đoạn 2023–2025 (nghị quyết có hiệu lực từ ngày 1 tháng 1 năm 2025)[8]. Trong đó có:

- Sáp nhập 3 xã Cấp Dẫn, Xương Thịnh và Sơn Tình thành xã Phong Thịnh.

Ngày 12 tháng 6 năm 2025, Quốc hội ban hành Nghị quyết số 1676/NQ-UBTVQH15 về việc sắp xếp đơn vị hành chính cấp xã của tỉnh Phú Thọ mới (nghị quyết có hiệu lực từ ngày 12 tháng 6 năm 2025). Theo đó, huyện Cẩm Khê giải thể và tách thành 6 xã mới, trong đó có xã Cẩm Khê được sáp nhập từ thị trấn Cẩm Khê, xã Minh Tân, xã Phong Thịnh.

### Tên gọi
Tên gọi Cẩm Khê được lấy theo tên huyện Cẩm Khê cũ. Xa xưa là huyện Ma Khê (麻溪). Ma Khê là tên ông tổ bộ tộc người Tày, họ Ma. Thời đó, bộ tộc này định cư dọc bờ hữu ngạn Nậm Tao (sau gọi là sông Thao - một đoạn sông Hồng). Ma Khê được vua Hùng phong làm Lương tướng, chính vì vậy mà vùng đất này mang tên của ông. Thời Đinh Tiên Hoàng đổi thành Hoa Khê (華溪), thời Trần lại đổi thành Kim Khê (金溪) sau lại đổi thành Hoa Khê
Năm 1841, vì kỵ huý, trùng âm tên của một con dâu của vua Gia Long là Hồ Thị Hoa, nhà Nguyễn đổi tên huyện Hoa Khê thành huyện Cẩm Khê (錦溪) (vẫn thuộc phủ Lâm Thao, tỉnh Sơn Tây). Tên Cẩm Khê được dùng từ đó cho đến ngày nay. Cẩm Khê có nghĩa là suối gấm.

## Xã hội

### Giáo dục
Xã Cẩm Khê hiện tại có các cơ sở giáo dục sau (không kể các trường Tiểu học, THCS):
- THPT Cẩm Khê[12]
- THPT Sông Thao
- THPT Phương Xá[13]

### Y tế
Xã Cẩm Khê có Trung tâm Y tế Cẩm Khê là cơ sở y tế chính của vùng, với đầy đủ các trang thiết bị y tế và đội ngũ bác sỹ, y tá có kinh nghiệm. Ngoài ra cũng có nhiều trạm y tế, phòng khám nhỏ.

### Kinh tế
Xã Cẩm Khê có nền kinh tế đa dạng, với gốc gác là nghề nông nghiệp, chăn nuôi gia súc, gia cầm và thủy sản. Về sản xuất nông nghiệp, lúa và ngô là những cây canh tác chính. Hoạt động chăn nuôi gia súc, gia cầm được duy trì ổn định, với quy mô đàn lợn, gà, vịt, bò gia tăng đáng kể nhờ áp dụng mô hình chăn nuôi tập trung, quy mô lớn. Nuôi trồng thủy sản cũng được chú trọng, đặc biệt là các loại có giá trị như cá chép đỏ, tôm càng xanh, ốc nhồi,... đang được duy trì và mở rộng diện tích nuôi.
Xã Cẩm Khê cũng là vùng sản xuất công nghiệp chính của vùng huyện Cẩm Khê cũ. Xã gồm 2 khu công nghiệp:
Cụm công nghiệp thị trấn Cẩm Khê có diện tích 100ha nằm phía đông của thị trấn Cẩm Khê cũ, đã được đầu tư hệ thống điện, nước, cây xăng, mặt đường được thảm nhựa thuận tiện cho sản xuất, lưu thông. Hiện tại có 01 doanh nghiệp nước ngoài (công ty TNHH YIDA Việt Nam) đầu tư sản xuất giai đoạn 3 với tổng số vốn 1.228 tỷ đồng
Khu Công nghiệp Cẩm Khê có tổng diện tích quy hoạch 450ha, nằm trên địa bàn thị trấn Cẩm Khê cũ và xã Phong Thịnh cũ. Hiện tại đã có 17 doanh nghiệp đầu tư, kinh doanh.
Các cơ sở kinh doanh thương mại - dịch vụ trên địa huyện phát triển nhanh và rộng khắp; hoạt động bán buôn, bán lẻ duy trì ổn định, phục vụ tốt nhu cầu sản xuất và tiêu dùng của nhân dân.

### Làng nghề
Nơi đây nổi tiếng nhất là làng nghề làm nón lá Sai Nga. Vào năm 1949, "ông tổ" Phạm Văn Quất có gốc ở làng Chuông, xã Phương Trung, huyện Thanh Oai, tỉnh Hà Tây cũ (nay là xã Thanh Oai, TP. Hà Nội) lên Cẩm Khê lập nghiệp. Được thừa hưởng kỹ năng làm nón từ quê hương, ông truyền dạy cách làm nón cho người dân xã Sai Nga, lâu dần đến những năm 1960s, hàng trăm hộ dân đã dựa vào nghề làm nón để kiếm sống. Theo thống kê của xã Sai Nga cũ, trước kia hơn 90% số hộ trong xã làm nghề làm nón truyền thống. Nay có khu Công nghiệp Cẩm Khê, số hộ làm giảm đi đôi chút.
Để làm ra một chiếc nón hoàn chỉnh, người thợ phải trải qua nhiều công đoạn tỉ mỉ. Nguyên liệu làm nón gồm có lá, khuôn, vành, mo tre hoặc mo vầu, sợi cước, sợi len, cùng các dụng cụ để là phẳng lá. Lá nón được thu mua từ nhiều vùng, thường được bán tại các phiên chợ trong làng. Mỗi chiếc nón cần khoảng ba giờ để hoàn thành, chưa kể các bước xử lý bằng diêm sinh và trang trí hoa lá giữa hai lớp lá mỏng để tăng tính thẩm mỹ. Một chiếc nón đạt chuẩn cần có vành tròn đều, cân đối, màu trắng sáng, đường khâu mềm mại và khoảng cách các mũi khâu đều đặn.
Người dân Sai Nga chủ yếu sản xuất hai loại nón: nón kỹ và nón thưa. Nón kỹ được làm từ nguyên liệu tuyển chọn kỹ lưỡng, bên trong lót ni-lông, kèm theo hoa văn hoặc hình ảnh đẹp về quê hương, đất nước. Sau khi hoàn thiện, nón được quét dầu bóng, gắn quai và khâu chóp nón một cách cẩn thận. Loại này có giá từ 55.000 đến 100.000 đồng mỗi chiếc. Trong khi đó, nón thưa có quy trình đơn giản hơn, nhẹ và ít lớp, thường được bán cho tiểu thương với giá từ 20.000 đến 50.000 đồng một chiếc, chủ yếu phục vụ cho thị trường du lịch và xuất khẩu.
Hiện nay, toàn làng có khoảng 500 hộ gia đình tham gia làm nón, với sản lượng đạt khoảng 550.000 chiếc mỗi năm. Nghề làm nón mang lại nguồn thu hàng chục tỷ đồng, góp phần quan trọng vào phát triển kinh tế địa phương. Nón Sai Nga đã được lan rộng, được bạn bè trong nước và quốc tế công nhận. Năm 2004, Sai Nga chính thức được công nhận là làng nghề, với khoảng 40% thu nhập của người dân đến từ nghề làm nón. Đến năm 2020, Bộ Văn hóa, Thể thao và Du lịch đã quyết định công nhận nghề thủ công truyền thống làm nón lá Sai Nga là Di sản văn hóa phi vật thể quốc gia. Năm 2021, sản phẩm nón lá Sai Nga được xếp hạng OCOP 3 sao và đến năm 2024 đã được nâng lên OCOP 4 sao. Nón làng Sai Nga được đưa đi tiêu thụ tại các hội chợ thương mại, các dịp lễ lớn như Giỗ Tổ Hùng Vương – Lễ hội Đền Hùng, cũng như phân phối tới nhiều tỉnh thành như Lào Cai, Thái Nguyên… Ngoài ra, sản phẩm còn được xuất khẩu sang thị trường Trung Quốc.
Bên cạnh nghề làm nón, xã Sai Nga cũ còn nổi tiếng với làng nghề trồng rau Văn Phú, được biết đến với mô hình sản xuất rau sạch, an toàn, đáp ứng đầy đủ các tiêu chí vệ sinh an toàn thực phẩm theo tiêu chuẩn VietGAP. Theo số liệu từ UBND xã Sai Nga cũ, làng rau Văn Phú hiện có khoảng 750 hộ tham gia sản xuất trên tổng diện tích 20ha, trong đó có hơn 100 hộ nằm trong dự án rau an toàn với diện tích 12ha. Mỗi năm, làng cung cấp ra thị trường khoảng 4.000 tấn rau củ quả các loại, đạt doanh thu trên 54 tỷ đồng.

### Giao thông
Xã Cẩm Khê kết nối giao thông với tuyến đường Cao tốc Nội Bài - Lào Cai tại nút giao Sai Nga (IC10 - Km 79) và Quốc lộ 32C chạy dọc men theo bờ đê sông Thao. Tỉnh lộ 313 nối xã Cẩm Khê với xã Phú Khê. Ngày 10 tháng 7 năm 2024, Hội đồng nhân dân tỉnh Phú Thọ Khóa XIX, Kỳ họp thứ 8 thông qua Nghị quyết số 2539/TTr-UBND về việc đặt tên 07 tuyến đường, 22 tuyến phố trên địa bàn xã Cẩm Khê hiện nay. Trong đó có những cái tên mang tính lịch sử, văn hóa như Hoa Khê, Sông Thao, Nga Hà, v.v
- Đường sắt: Gần ga đường sắt Phú Thọ (thị xã Phú Thọ) và ga đường sắt Chí Chủ (huyện Thanh Ba).

- Đường hàng không: cách sân bay quốc tế Nội Bài 80 km.

- Đường thủy: Có bến đò Chí Chủ, bến đò Phương Xá và một số bến đò ngang nhỏ khác.[5]

## Văn hóa - Du lịch

### Di tích
Vốn là một vùng quê truyền thống Việt Nam, xã Cẩm Khê có nhiều đình làng, chùa, đền thờ các vị Thành hoàng, vua Hùng, các danh nhân có công dựng nước. Nhiều di tích đã được công nhận là di tích lịch sử văn hóa. Ví dụ như:
- Đình cả Phương Xá, Chùa Khánh Long, Đình Thổ Khối (xã Phương Xá cũ) được công nhận cấp Quốc gia.[22][23][24]
- Đình Hạ Khê, Đình cả Phùng Xá, Đình Bình Phú, Đình Đồng Kệ.
- Đền Nghè, Chùa Tùng Khâu.
- Cụm đình - chùa Vực Câu, Cụm đình - chùa Văn Phú Sai Nga, Cụm đình-chùa Sơn Cương, Cụm di tích đình Khiển và chùa Vân Ngư.